# Caecilia degenerata
Caecilia degenerata é uma espécie de anfíbio gimnofiono. É endémica da Colômbia. onde ocorre nas encostas ocidentais e orientais da Cordillera Central da Colômbia. Aparenta ser comum em partes da sua distribuição. É uma espécie subterrânea de florestas de montanha. Reproduz-se provavelmente por desenvolvimento directo.